# Кудрино (Крым)
Ку́дрино (до 1948 года Шуры́; укр. Кудрине, крымскотат. Şüri, Шури) — село в Верхореченском сельском поселении Бахчисарайского района Республики Крым (согласно административно-территориальному делению Украины — Верхореченский сельский совет Автономной Республики Крым).

## Население
| 2001 | 2014 |
| ---- | ---- |
| 196  | ↘185 |

Всеукраинская перепись 2001 года показала следующее распределение по носителям языка:
| Язык             | Число жит. | Процент |
| ---------------- | ---------- | ------- |
| русский          | 131        | 66,84   |
| крымскотатарский | 57         | 29,08   |
| украинский       | 7          | 3,57    |
| белорусский      | 1          | 0,51    |

### Динамика численности
| - 1805 год — 57 чел. - 1864 год — 66 чел. - 1887 год — 181 чел. - 1892 год — 106 чел. - 1902 год — 126 чел. - 1915 год — 16/45 чел. - 1926 год — 224 чел. | - 1939 год — 231 чел. - 1989 год — 148 чел. - 2001 год — 196 чел. - 2009 год — 200 чел. - 2014 год — 185 чел. |

## Современное состояние
В Кудрино 5 улиц, село занимает площадь 17 гектаров на которых, на 2009 год, в более чем 70 домах проживало около 200 человек, в советское время входило в состав колхоза Долинный. Кудрино связано автобусным сообщением с Бахчисараем и Симферополем. В здании бывшего дома культуры действует мечеть. Руины Архангельской церкви 1328 года в селе являются объектом культурного наследия федерального значения.

## География
Село расположено в горах, в долине реки Кача в западных отрогах Главной Гряды Крымских гор, на правом берегу реки в центральной части района, в 15 километрах от Бахчисарая, высота центра села над уровнем моря 218 м. Ближайшая железнодорожная станция — Бахчисарай — в 16 километрах. Над селом, с севера, возвышается пещерный город Тепе-Кермен, западнее — Кыз-Кермен. Соседние сёла: в 1 км к западу, ниже по течению реки — Машино и в 2,5 км восточнее (выше по Каче) — Верхоречье. Транспортное сообщение осуществляется по региональной автодороге 35Н-064 Бахчисарай — Шелковичное (по украинской классификации — С-0-10226).

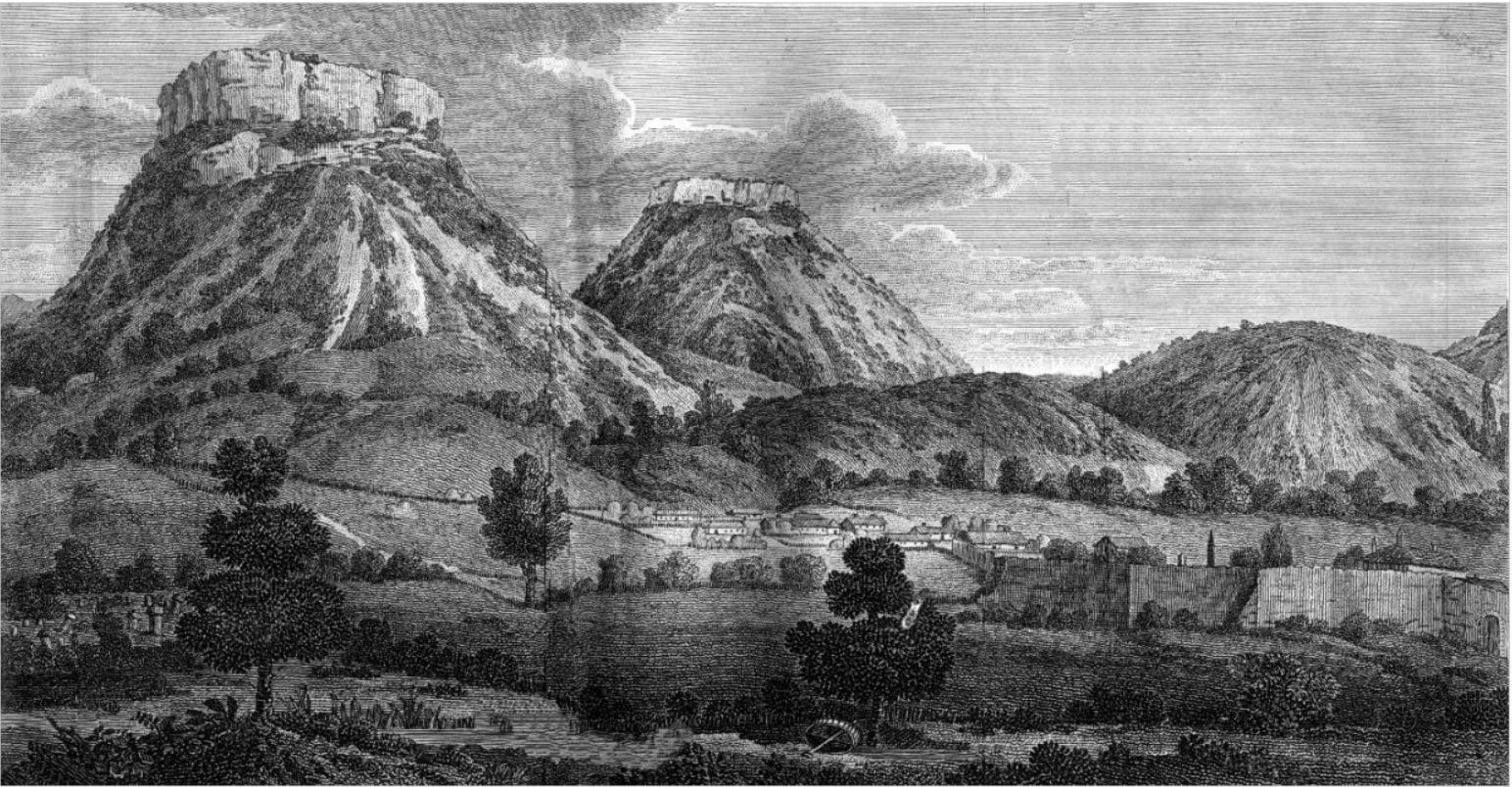
Шури, 1805 г. Четвёртый лист из альбома ко второй части издания П. И. Сумарокова «Досуги крымского судьи или Второе путешествие в Тавриду».
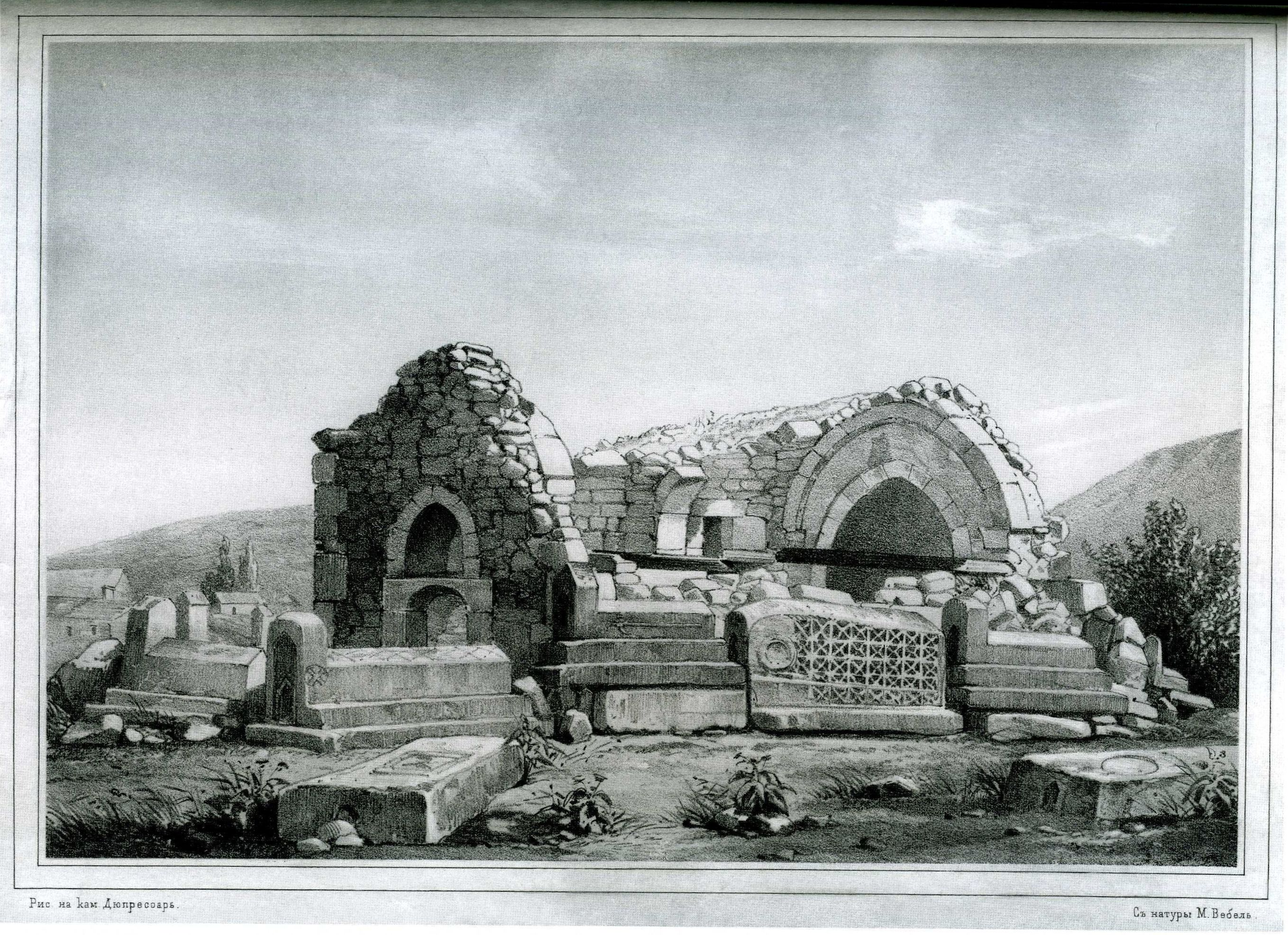
Руины древней церкви (церкви архангелов Михаила и Гавриила). Деревня Шурю. Литография Дюпресоара по рисунку М. Б. Вебеля,1848 год
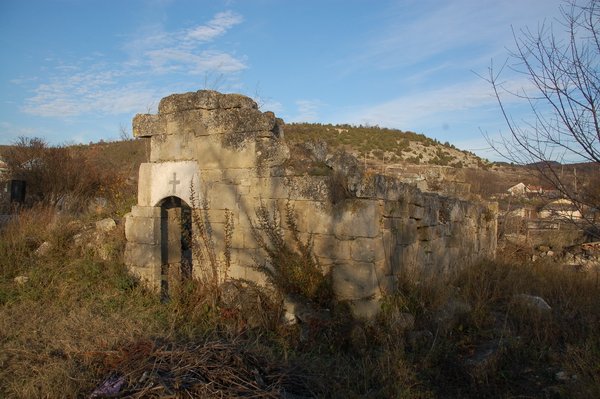
Руины церкви архангелов Михаила и Гавриила, XIII век в настоящее время

## История

### Древняя история
Историческое название села Шури (варианты Шуры, Шурю). Один из вариантов перевода: Шуври, г.- Шув — ёкнуть; Юрек — сердце. К северо-западу от Кудрино находится гора-останец (544,1 м), знаменитый пещерный город Тепе-Кермен. Время основания села, видимо уходит к тем же временам, что и пещерного города, вероятно, оно входило в состав Кыркорского княжества. Самый ранний памятник архитектуры в селе — остатки Архангельской церкви, определяют 1328 годом по надписи на надгробье «Почила раба божия Калана месяца августа 25 лета 6836». Известный эпиграфический памятник — надпись на руинах церкви, которая гласит: Возобновлен храм Божий архангела Михаила и Гавриила лета 7102, месяца апреля — это 1594 год. Исследователи Крыма А. И. Маркевич и Д. М. Струков считали, что именно этот храм упоминается в грамоте Бориса Годунова о назначении жалования от Московских государей.
 А 1622 годом датируется последняя известная надпись на греческом языке (…крайне безграмотная и небрежная). Историки определяют наличие остатков ещё двух средневековых храмов в селе: на западной окраине, у древнего кладбища Ай-Констант церковь, которую А. И. Маркевич интерпретировал, как храм Константина и Елены. Е. В. Веймарн при разведках 1940 года установил, что это было однонефное одноапсидное сооружение размерами 6,0 м на 3,0 м и по одной из надгробных надписей предложил датировку существования 1392 год. Остатки церкви, возможно кладбищенской (вокруг — обширное кладбище с каменными надгробиями), также однонефной и одноапсидной, размерами 5,0 м на 8,5 м, с гранённой апсидой, были найдены в самом селе.
Шуры впервые упомянуты в джизйе дефтер (налоговая перепись с неисламского населения османских владений в Крыму) 1634/1635 года (1044 год хиджры), согласно которой в деревне было 20 дворов иноверцев, все переселенцы из селений Мангупского кадылыка лива-и Кефе (эялета): из Папа Никола — 1 двор, Дерекой — 2, Мисхор — 2, Кучук-Мускомйа — 2, Гурзуф — 4, Фоти — 4 и Керменчик (земля хана) — 3 двора переселенцев.
Также название деревни зафиксировано в кадиаскерском деле 1655 года о земельном споре джемаата с неким Ахмед-агой. Есть версия, что вблизи селения в XVII веке существовала ханская загородная резиденция, упоминаемая в посольских отчетах второй половины века: 
…к Хану, в бахчу зовомую Шуря, на речке на Каче
После русско-турецкой войны 1768—1774 годов — в июле 1778 года началось выселение из Крымского ханства в Приазовье христиан, в основном это были греки (румеи и урумы) и армяне. Из деревни Шуры, согласно Ведомости о выведенных из Крыма в Приазовье христианах… А. В. Суворова от 18 сентября 1778 года, был переселен 151 грек. Выходцы из крымских сёл Ашага-Керменчик, Шурю, Албат, Бия-Сала, Улу-Сала — всего 195 семей (971 чел.) — основали в 1779 году село Старый Керменчик (ныне Старомлиновка Донецкой области Украины). Некоторые источники без уточнения данных предполагают, что некоторые греки, не пожелавшие покидать родные места, переходили в ислам, но точные данные отсутствуют (или исчезли в силу естественных причин к этому времени). По ведомости генерал-поручика О. А. Игельстрома от 14 декабря 1783 года в селе пустовало 12 домов переселенцев, с припиской «оныя дома все разорены»; по другому регистру ведомости пустовало 32 двора, по «Ведомости о числе церквей христианских…» от 17 декабря 1783 года в Шурю числилась действующая церковь. В ведомости «при бывшем Шагин Герее хане сочиненная на татарском языке о вышедших християн из разных деревень и об оставшихся их имениях в точном ведении его Шагин Герея» содержится список 32 жителей-домовладельцев деревни Шуру, с подробным перечнем имущества и земельных владений. Дома в селении были каменные и «рубленые», у некоторых хозяев по 2 дома; во многих имелись погреба и кладовые, несколько домов на момент учёта были развалены, несколько — продано. Из земельных у всех имелись пашни и сенокосы, также числилось 13 садов, из которых 1 записан, как сливовый и 1 виноградный. Согласно тому же «Камеральному описанию…» в последний период ханства Щурю административно относилось к Муфтия Апралык кадылыку Бахчисарайского каймаканства.

### В составе России
После присоединения Крыма к России (8) 19 апреля 1783 года, (8) 19 февраля 1784 года, именным указом Екатерины II сенату, на территории бывшего Крымского Ханства была образована Таврическая область и деревня была приписана к Симферопольскому уезду. После Павловских реформ, с 1796 по 1802 год, деревня входила в Акмечетский уезд Новороссийской губернии. По новому административному делению, после создания 8 (20) октября 1802 года Таврической губернии, Шури был включён в состав Алуштинской волости Симферопольского уезда.
Согласно Ведомости о всех селениях в Симферопольском уезде состоящих с показанием в которой волости сколько числом дворов и душ… от 9 октября 1805 года, в деревне Шури числилось 13 дворов, в которых проживало 57 татар. Затем, видимо, вследствие эмиграции крымских татар в Турцию, деревня опустела и на военно-топографической карте генерал-майора Мухина 1817 года Шулю обозначено уже как пустующее.

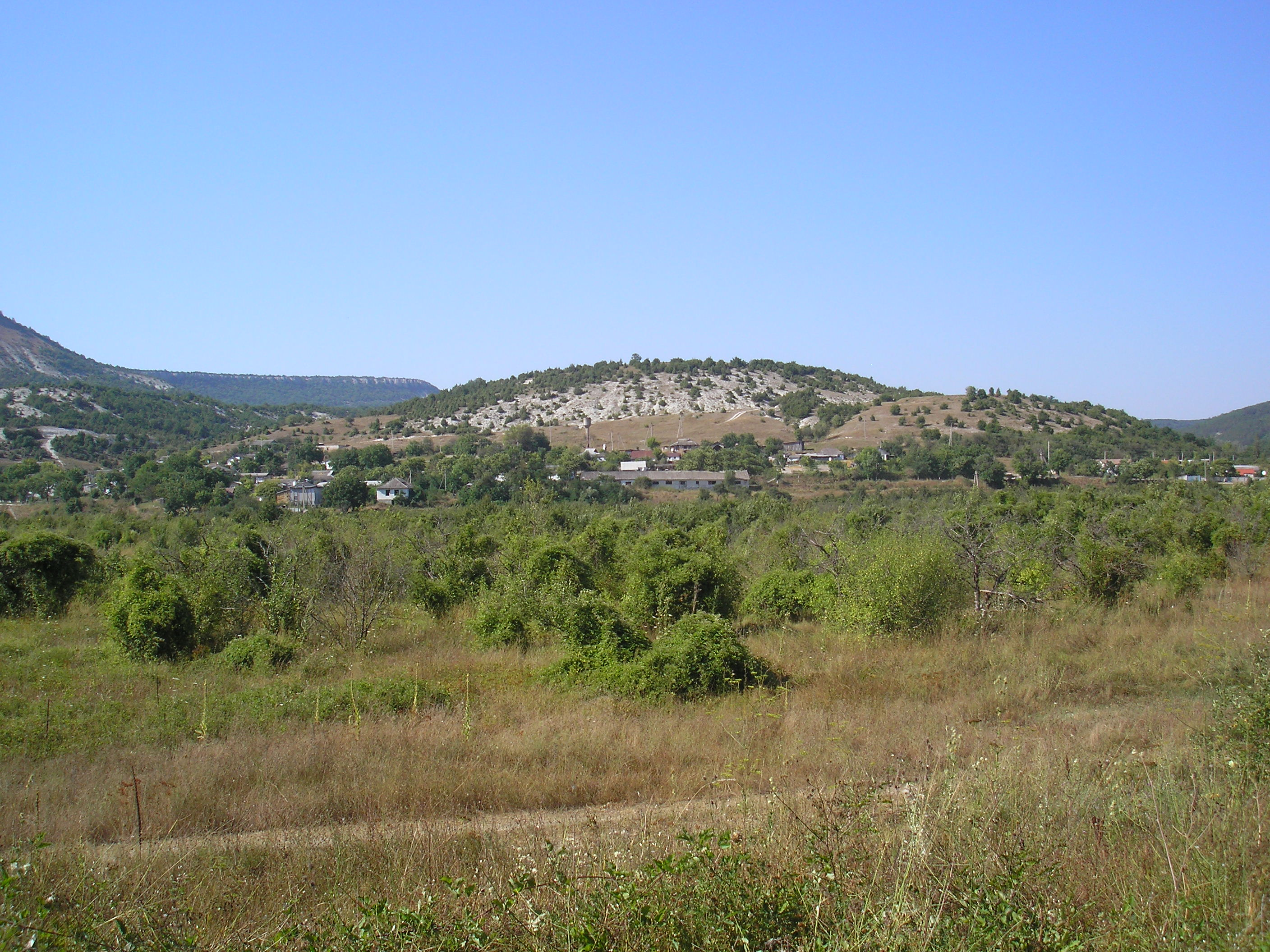
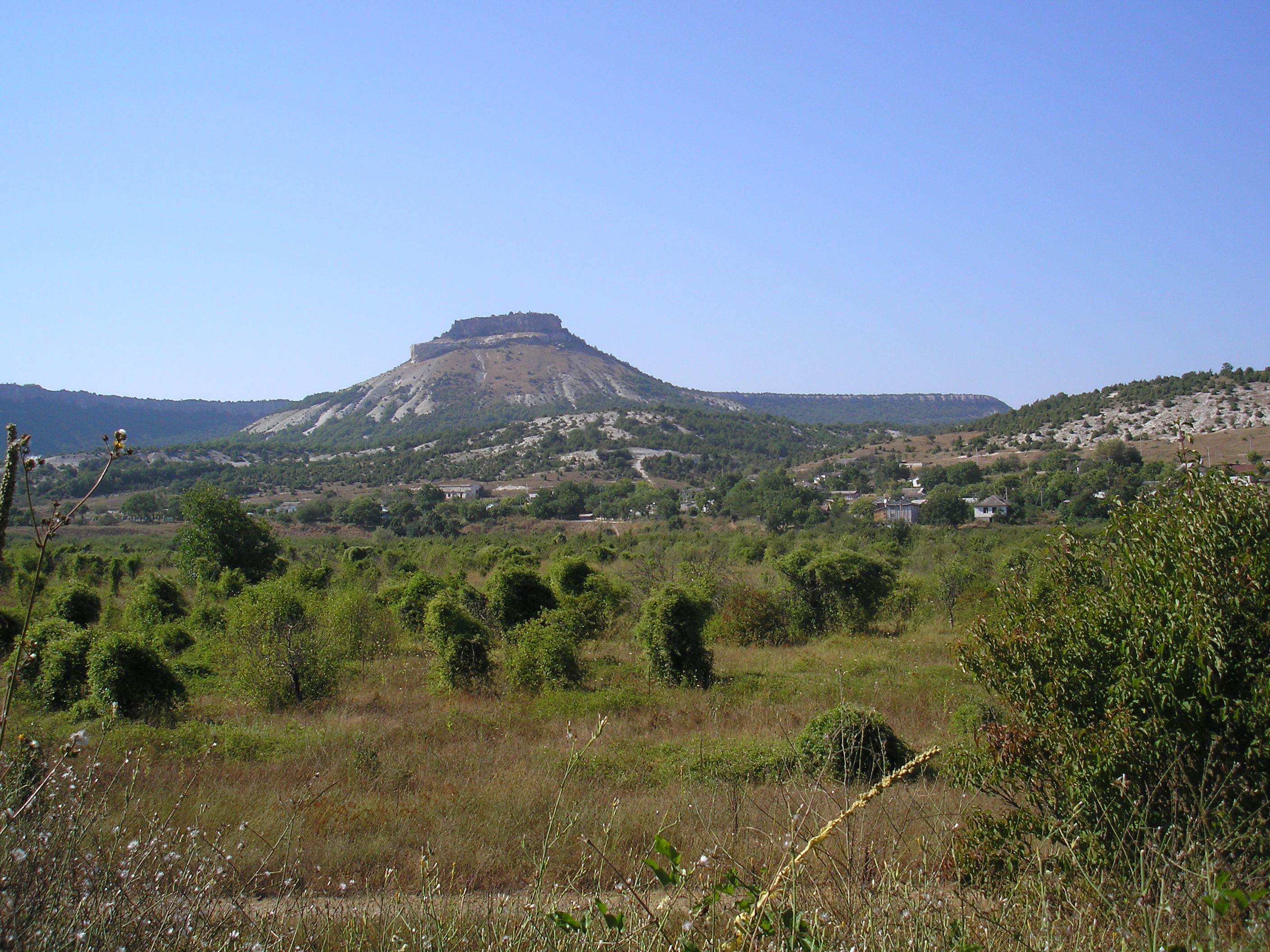
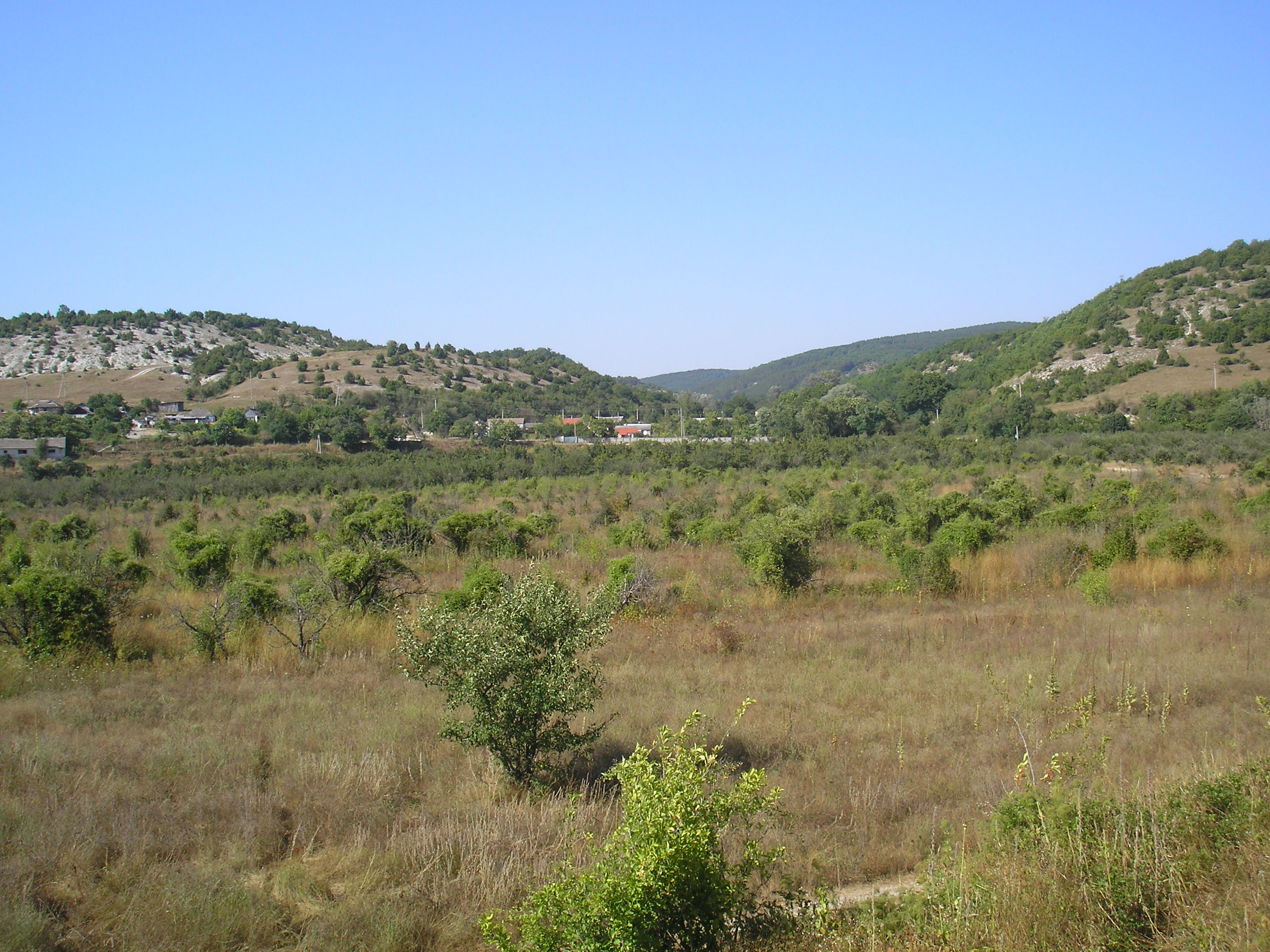
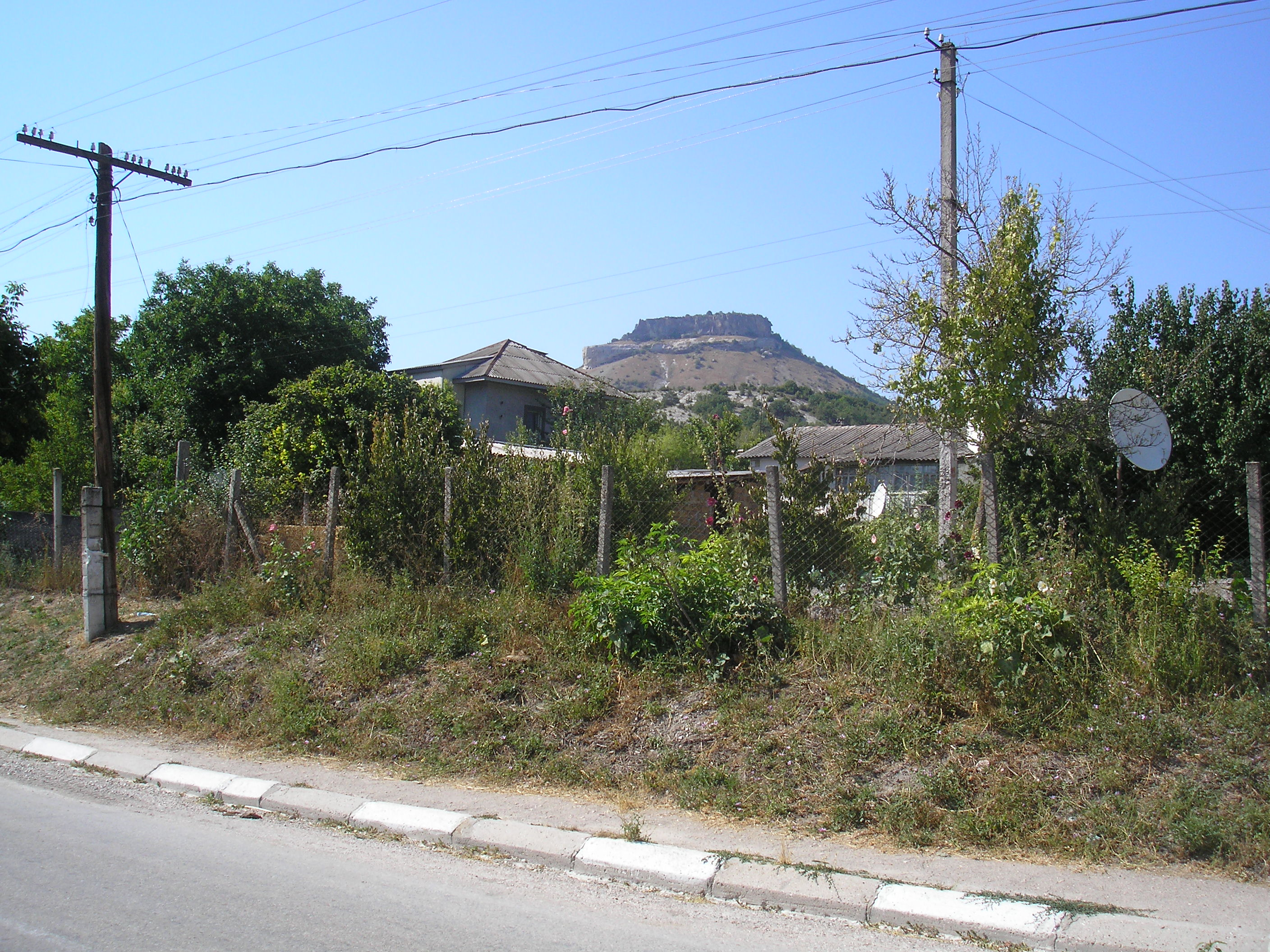

Видимо, вскоре деревню вновь заселили, поскольку Шура, как жилая, согласно «Ведомости о казённых волостях Таврической губернии 1829 года», была передана из Алуштинской волости в состав Дуванкойской. На карте 1836 года в деревне 8 дворов, а на карте 1842 года Шуры обозначены условным знаком малая деревня — «менее 5 дворов». Во время Крымской войны, после оставления Севастополя в августе 1855 года, в русле действий по предотвращению проникновения войск противника во внутренние районы Крыма, в селении был размещён Витебский егерский полк, с двумя легкими и двумя горными орудиями.
В 1860-х годах, после земской реформы Александра II, деревню приписали к Мангушской волости. В «Списке населённых мест Таврической губернии по сведениям 1864 года», составленном по результатам VIII ревизии 1864 года, во владельческой татарской деревне Шуры, при реке Каче, было 10 дворов, 66 жителей, мечеть и водяная мельница. На трёхверстовой карте Шуберта 1865—1876 года в Шуры обозначено 8 дворов. По обследованиям профессора А. Н. Козловского начала 1860-х годов, селение обеспечивалось водой из речки и многочисленных родников.В «Памятной книге Таврической губернии 1889 года» (по результатам Х ревизии 1887 года) в Шуры записан уже 181 житель в 42 дворах, а на подробной карте 1890 года — 33 двора со смешанным, русско-греко-татарским, населением.
После земской реформы 1890 года деревню отнесли к Тав-Бадракской волости. Согласно «…Памятной книжке Таврической губернии на 1892 год», в деревне Шуры, входившей в Биясальское сельское общество, было 106 жителей в 15 домохозяйствах, все безземельные. По «…Памятной книжке Таврической губернии на 1902 год» в деревне, уже не состоявшей в сельском обществе, а приписанном напрямую к волости, числилось 126 безземельных жителей в 5 дворах.
Земли в долине Качи раздавались русским землевладельцам — в Шурю в конце XIX — начале XX века славились фруктовые сады А. П. Киркопуло в 35 десятин, а всего ему в окрестностях села принадлежало 1500 десятин. По Статистическому справочнику Таврической губернии. Ч.II-я. Статистический очерк, выпуск шестой Симферопольский уезд, 1915 год, в деревне и экономии Шуры (общее владение Г. И. и Д. И. Пачаджи) Тав-Бодракской волости Симферопольского уезда, числилось 10 дворов со смешанным населением в количестве 16 человек приписных жителей" и 45 человек «посторонних». В общем владении было 1023 десятин удобной земли и 19 десятин неудобий. 1 двор был с землёй, остальные безземельные. В хозяйствах имелось 68 лошадей, 24 вола, 17 коров, 27 телят и жеребят и 871 голова мелкого скота, а ещё в 1922 году расположенная на противоположной стороне долины Качи станция на узкоколейной железной дороге Сюрень — Бешуйские Копи также называлась Пачаджи.

### После революции
После установления в Крыму Советской власти, по постановлению Крымревкома от 8 января 1921 года была упразднена волостная система и село вошло в состав Бахчисарайского района Симферопольского уезда (округа), а в 1922 году уезды получили название округов. 11 октября 1923 года, согласно постановлению ВЦИК, в административное деление Крымской АССР были внесены изменения, в результате которых был создан Бахчисарайский район и село включили в его состав. Согласно Списку населённых пунктов Крымской АССР по Всесоюзной переписи 17 декабря 1926 года, в селе Шуры Бия-Сальского сельсовета Бахчисарайского района имелось 62 двора, все крестьянские, население составляло 224 человека (109 мужчин и 115 женщин). В национальном отношении учтено: 129 татар, 80 русских, 8 греков, 1 болгарин, 2 чеха, 1 эстонец, 3 записаны в графе «прочие». По данным всесоюзной переписи населения 1939 года в селе проживал 231 человек. В период оккупации Крыма, с 19 по 22 декабря 1943 года, в ходе операций «7-го отдела главнокомандования» главнокомандования 17 армии вермахта против партизанских формирований, была проведена операция по заготовке продуктов с массированным применением военной силы, в результате которой село Шуры было сожжено и все жители вывезены в Дулаг 241.
К началу Великой Отечественной войны население Шурю выросло почти до 250 человек, причём больше половины составляли крымские татары. Но после освобождения Крыма, 18 мая 1944 года, согласно постановлению ГКО № 5859 от 11 мая 1944 года состоялась депортация коренного населения — крымские татары были выселены в Среднюю Азию. 12 августа 1944 года было принято постановление № ГОКО-6372с «О переселении колхозников в районы Крыма» по которому в район планировалось переселить 6000 колхозников и в сентябре 1944 года в район приехали первые новосёлы (2146 семей) из Орловской и Брянской областей РСФСР, а в начале 1950-х годов последовала вторая волна переселенцев из различных областей Украины. С 25 июня 1946 года Шуры в составе Крымской области РСФСР 18 мая 1948 года, указом Президиума Верховного Совета РСФСР, село Шуры было переименовано в Кудрино. Существует версия, что название селу присвоено в честь лейтенанта Кудрина, погибшего в этих местах в 1941 году. 26 апреля 1954 года Крымская область была передана из состава РСФСР в состав УССР. На 15 июня 1960 года село числилось в составе Предущельненского, на 1968 год — в составе Верхореченского. По данным переписи 1989 года в селе проживало 148 человек. С 12 февраля 1991 года село в восстановленной Крымской АССР, 26 февраля 1992 года переименованной в Автономную Республику Крым. С 21 марта 2014 года в составе Крыма аннексировано Россией.